# Manny Librodo
Manny Librodo (Lambunao, 31 de diciembre de 1964) es un fotógrafo filipino afincado en Tailandia y conocido principalmente por su trabajo como retratista, en el que termina la edición de la imagen de un modo muy personal. Dio el salto a la fotografía profesional en 2009 tras aparecer un retrato de su autoría en la portada del calendario de Unicef de ese año. Anteriormente un trabajo documental suyo sobre un viaje que había hecho por España y Marruecos ya había tenido críticas muy positivas.

## Biografía
Manuel Libres Librodo estudió Ciencias Sociales en la Universidad de Filipinas, trabajando posteriormente en Bangkok como profesor de psicología y terminando por dedicarse a la fotografía.
Hoy en día es un reconocido fotógrafo de moda y de viajes, siempre con el protagonismo del retrato y un singular estilo de postproducción digital el que normalmente tiene predilección por un rico cromatismo.
En el año 2010 Scott Kelby lo consideró uno de los cinco mejores fotógrafos del mundo. y en el año 2015 INFOBAE consideró uno de sus retratos uno de los 20 mejores del mundo
Actualmente realiza junto a su trabajo personal talleres sobre retrato y otras técnicas por diferentes lugares, fundamentalmente en Asia.

## Premios y reconocimientos (selección)
- 2009. Selección de imagen para calendario UNICEF.

## Exposiciones (selección)

### Individuales
- 2006. “Historias de su vida” Iloilo (Filipinas)
- 2005. “Katrina” (Bangkok)